# Neldazosin
Neldazosin je α-adrenoreceptorski antagonist.